# Танцующие носильщики гробов

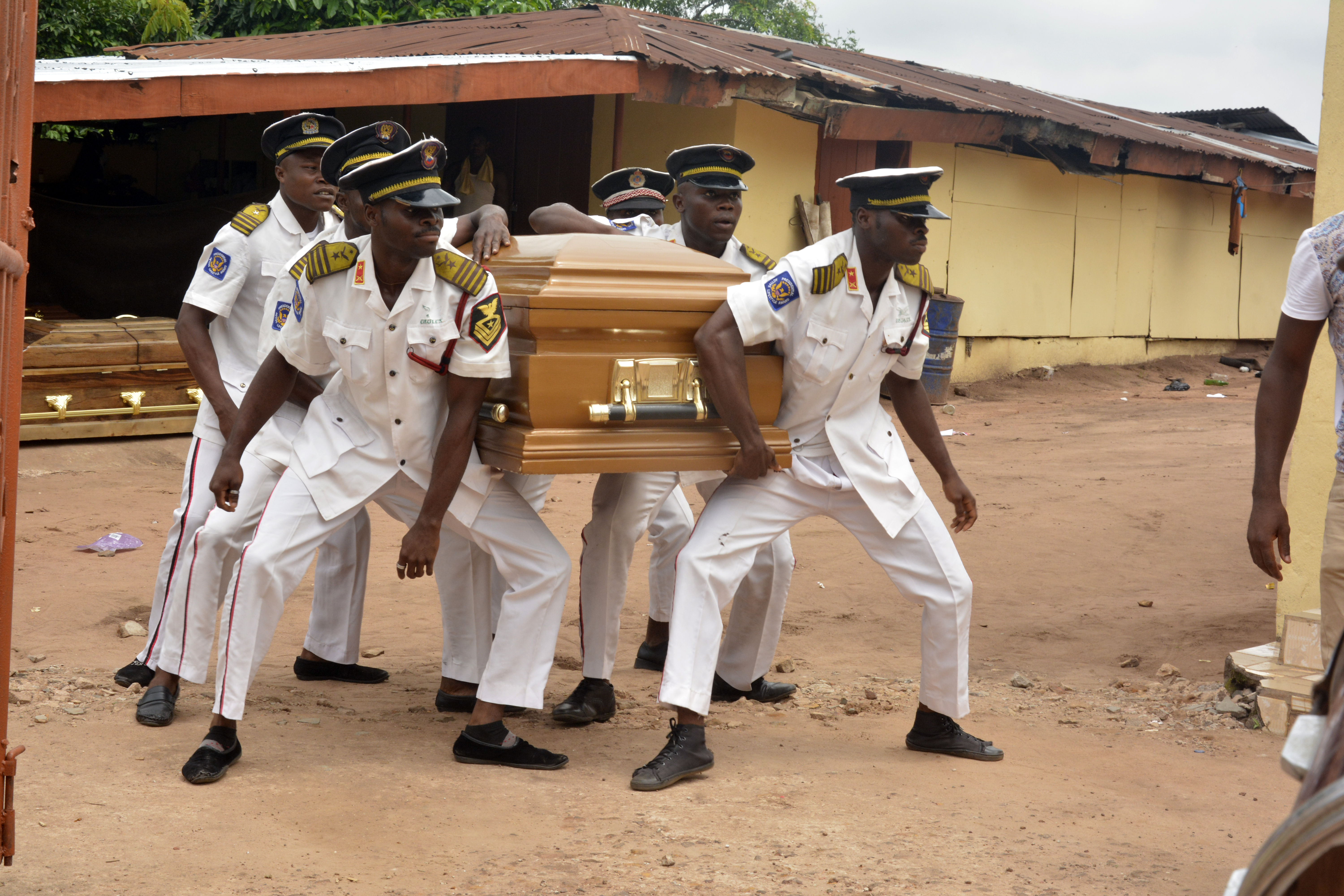
Похороны в Нигерии с элементами танца.

Танцующие носильщики гробов (танцующие гробовщики, англ. Dancing Pallbearers, или же Coffin dancers) — получившая широкую известность в 2020 году практика на церемонии похорон в ряде стран Африки и на юге США. В ходе торжества вместо обычного похоронного обряда носильщики гроба выступают с хореографическими номерами. По данным портала Know Your Meme, первое видео с танцующей похоронной процессией попало в интернет в 2015 году, в 2020 году получило известность как «Coffin Danсе».

## Исполнители
В 2017 году африканское отделение BBC сняло интервью с Бенджамином Айду (англ. Benjamin Aidoo), основателем агентства Dada awu из Ганы, предоставляющего такого рода услуги. Рекламный ролик этого агентства стал популярным интернет-мемом, а само агентство и его основатель стали известными.
По словам Айду, высокая стоимость церемоний от подобных агентств оправдывается особым стилем предоставления услуги и сложной хореографией вместо простого перенесения гроба. Например, по состоянию на 2013 год команда Айду выполнила более 200 выступлений, в 2013 году цены на услугу танца начинались от 800 седи (порядка 10 тысяч рублей); в некоторых случаях жители берут кредиты для организации церемоний.
Сходные услуги по организации церемоний предоставляют и похоронные дома в США (чаще в южных районах).

## В современной культуре

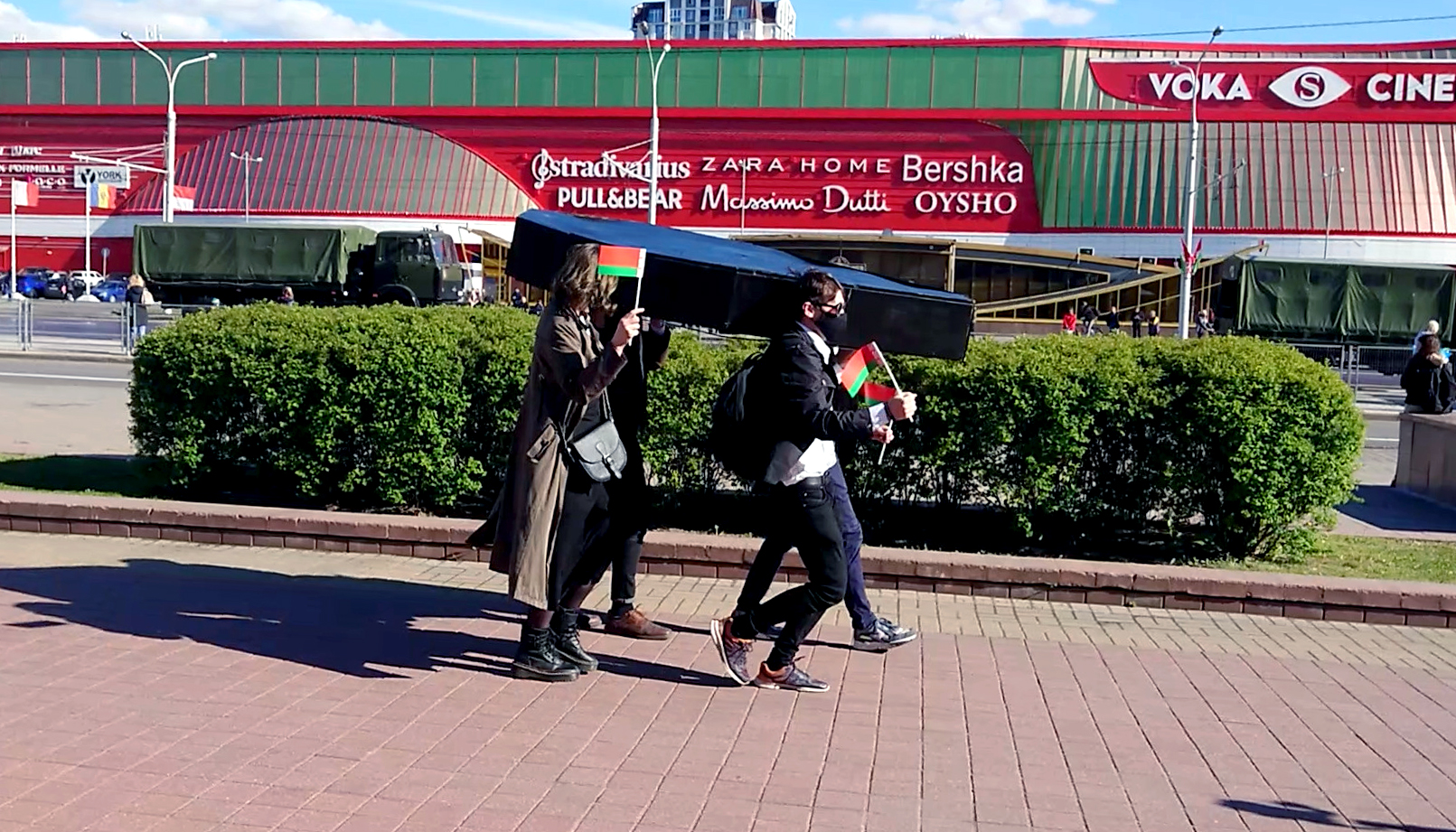
Исполнение «танца с гробом» белорусскими оппозиционными активистами.

В 2020 году на фоне развивающейся пандемии клипы агентства и его любительские стилизации стали более популярны в качестве мема. В интервью телеканалу Айду заявил о необходимости соблюдения карантинных мер для тех, кто не желает получить танец с его группой. Герои ролика стали лицом агитации на билбордах и в социальных сетях в разных странах мира. В частности, в СМИ тиражировалось заявление Бенджамина Айду о желании станцевать с несколькими всемирно известными футболистами.
В отдельных вариантах ролика используется звуковое оформление в виде сингла «Astronomia», сочинённого 24-летним жителем Ростовской области Антоном Игумновым (также известного под псевдонимом Tony Igy), переработанного в ремикс группой Vicetone (Ruben den Boer и Victor Pool) в 2014 году.
Президент США Дональд Трамп использовал образ танцующих гробовщиков в критике своего оппонента в предвыборной гонке Джо Байдена.
В мае 2020 года активисты белорусского оппозиционного Молодёжного блока использовали танец для протеста против проведения военного парада 9 мая в условиях распространения COVID-19 в Белоруссии.